# Сысертский завод
Сысе́ртский заво́д (до 1759 года носил имя императрицы Анны, с 1849 года, после запуска Верхнесысертского завода — Нижнесысертский или Сысертский Нижний) — российское и советское предприятие на Среднем Урале, основанное казной в 1733 году на реке Сысерть. В разные периоды своей деятельности завод в зависимости от производимой продукции именовался чугуноплавильным, железоделательным и медеплавильным. В XIX — начале XX века был административным центром одноимённого горного округа, объединявшего Полевской, Северский, Ильинский и Верхне- и Нижнесысертский заводы. Заводской посёлок дал начало современному городу Сысерть.
С 1757 года предприятием владел А. Ф. Турчанинов, с 1787 года — его наследники на условиях семейно-паевого товарищества. В 1832 году в число заводовладельцев вошёл П. Д. Соломирский. С 1861 года из-за финансовых трудностей и разногласий между совладельцами завод находился под управлением казны. В 1864 году завод вновь стал собственностью П. Д. Соломирского и наследников А. Ф. Турчанинова.В конце 1917 года предприятие в составе Сысертского горного округа было национализировано.
В 1925—1930 годах завод находился в концессии, в результате наиболее ценное оборудование было вывезено с завода. Металлургическое производство после этого практически прекратилось. В 1942 года на базе Сысертского завода был создан Уральский завод гидромашин. Сохранившиеся постройки доменного цеха с эстакадой, а также заводская плотина с подпорной стенкой являются памятниками культурного наследия России регионального значения.
С 2020 года в летние месяцы на территории бывшего Сысертского завода проводится культурно-развлекательный фестиваль «Лето на заводе».

## История

### XVIII век
Месторождения железной руды на Сысерти были известны с 1680-х годов. В 1720-х годах крестьянин Бабенков сообщил В. де Геннину о том, что крестьяне Арамильской слободы вручную добывают руду в тех местах и плавят железо кустарным способом. Де Геннин запретил кустарное производство и предложил построить железоделательный завод.
Место для будущего предприятия было выбрано в 38 верстах южнее Екатеринбурга, на пустующей государственной земле. Завод строился в 1733 году на казённые средства, работами командовали горный офицер И. Н. Юдин и старший молотовый мастер Л. Пожаров. Первый чугун завод выдал 31 июля 1733 года, а 1 августа того же года была запущена в работу кричная фабрика. В 1745 году на заводе работала 1 доменная печь, 6 боевых и 1 колотушечный молот. В 1749 году количество боевых молотов было доведено до 8, колотушечных — до 11. Железная руда для переработки поступала с рудников Ближний, Новый и Средний, медную руду поставляли рудники Карасьевский и Шилово-Исетский. Рудники были удалены от завода на расстояния от 2 до 8 вёрст. В 1753 году для обеспечения лесом завод получил отвод земли, рассчитанный на 100 лет использования совместно с Полевским и Северским заводами. В первые годы своей деятельности завод работал нестабильно с частыми остановками. Так, доменная печь простаивала в 1736, 1737, 1741 и 1745 годах.
Жилища для заводских рабочих строились хаотично. Первые документальные планы застройки заводского посёлка датируются лишь 1741 годом. Планировка земляной крепости на них была характерна тем, что не учитывала расположение существовавших ранее построек. Прямоугольник крепости как будто «вставлен» в посёлок, не вмещая при этом часть существующих домов. К началу XIX века заводской посёлок насчитывал 12 господских домов и 490 домов для мастеровых и обывателей.
20 июня (1 июля) 1756 года постановлением Сената Полевские заводы, включая Сысертский, были переданы в потомственное владение А. Ф. Турчанинову за 145,7 тыс. рублей в рассрочку на 10 лет. Именным указом Елизаветы Петровны от 29 июля (9 августа) 1758 года Турчанинов вступил в права владения. Указ Берг-коллегии был подписан 1 (12) января 1759 года. Новый владелец начал существенное расширение завода и наращивание объёмов производства. К 1771 году на заводе работали уже 2 домны, 9 кричных и 2 колотушечных молота, 2 медеплавильных печи, 1 гармахерский горн, а также вспомогательное оборудование. В этот период руда поставлялась с 18 железных и 11 медных рудников, удалённых от завода на расстояние от 2 до 70 вёрст. К концу 1770-х годов главным поставщиком медной руды стал Гумёшевский рудник.

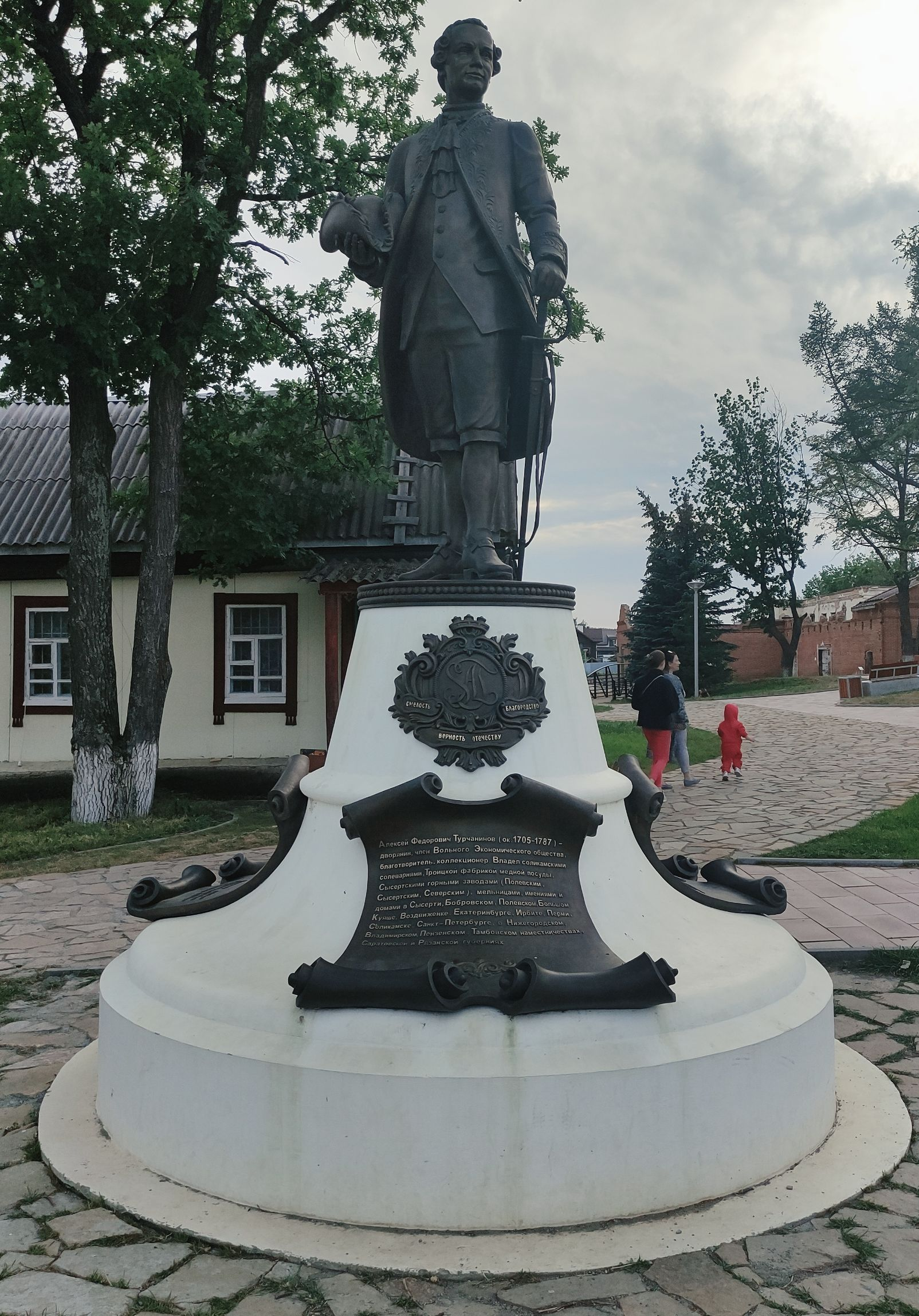
Памятник А. Ф. Турчанинову в Сысерти

Сысертские заводы входили в систему царской каторги. На предприятии активно использовался труд каторжников и ссыльных, которые сочинили о своём управляющем песню «Распроклятый Турчанин», повествующую о рабском положении подневольных заводчан:
Распроклятый наш завод
Управитель наш подлец
Эх ты маменька родима
Заперты мы на заводе
Никуда нам нет пути.
В начале 1770-х годов основу заводского штата составляли 405 казённых мастеровых и работных людей. Также на заводских работах использовались ссыльные поселенцы и приписные крестьяне.
В ходе крестьянской войны завод несколько раз успешно отражал атаки войск Пугачёва, став одним из немногих на Урале, сохранившим верность властям. В результате нападений 19 января 1774 года вынужденно были остановлены доменное и медеплавильное производства. Плавка чугуна возобновилась 25 октября 1774 года, а 26 января 1775 года возобновлена работа медеплавильной печи.
В 1780 году было завод выплавил 98,3 тыс. пудов чугуна и произвёл 57,6 тыс. пудов железа. Готовая продукция сбывалась на местном рынке, а также отправлялась для продажи на рынки Центральной России и шла на экспорт. Часть производимого чугуна отправлялась для передела на Северском заводе, а гармахерскую медь перепляли в штыковую на Полевском заводе. Сысертские заводы славились качеством и художественной отделкой медных изделий, которые продавались в том числе на экспорт. Летом 1780 года мастеровые и работные люди Сысертского, Полевского, Северского заводов и Гумёшевского рудника вышли на забастовку и массово отказались от выполнения нерегламентированных работ.
В 1787 году после смерти А. Ф. Турчанинова завод перешёл к его многочисленным наследникам, организовавшим для управления предприятием семейно-паевое товарищество. Между владельцами сразу появились разногласия, вылившиеся в многолетние противостояния и конфликты, что привело к упадку производства на заводах округа. В 1790 году на заводе по-прежнему работали две домны, из которых постоянно находилась в работе одна, и 10 кричных молотов. В этом году завод выплавил 91,9 тыс. пудов чугуна и произвёл 67 тыс. пудов железа. По состоянию на 1797 год заводское оборудование включало в себя 2 доменные печи, 2 медеплавильные печи, 5 кричных и гармахерских горнов, 14 кричных и 2 колотушечных горна, 1 плющильную машину, 7 кричных и 7 колотушечных молотов. В этот период на заводе работали 924 казённых мастеровых и 59 крепостных крестьян.

### XIX век

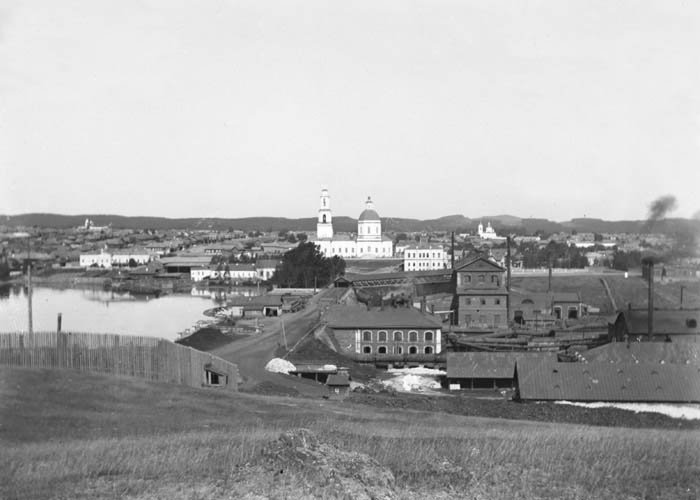
Вид на завод в XIX веке

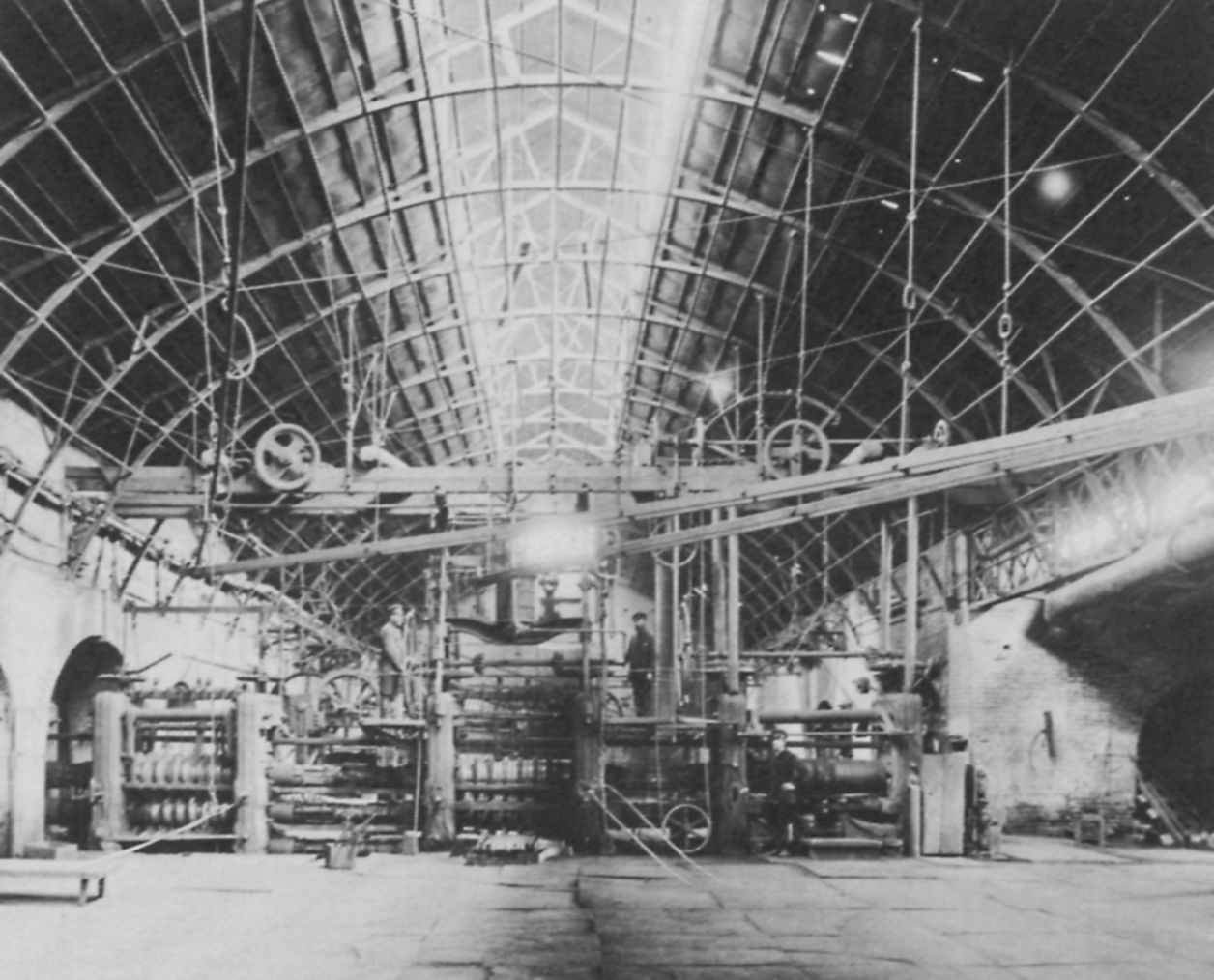
Прокатные станы, 1896

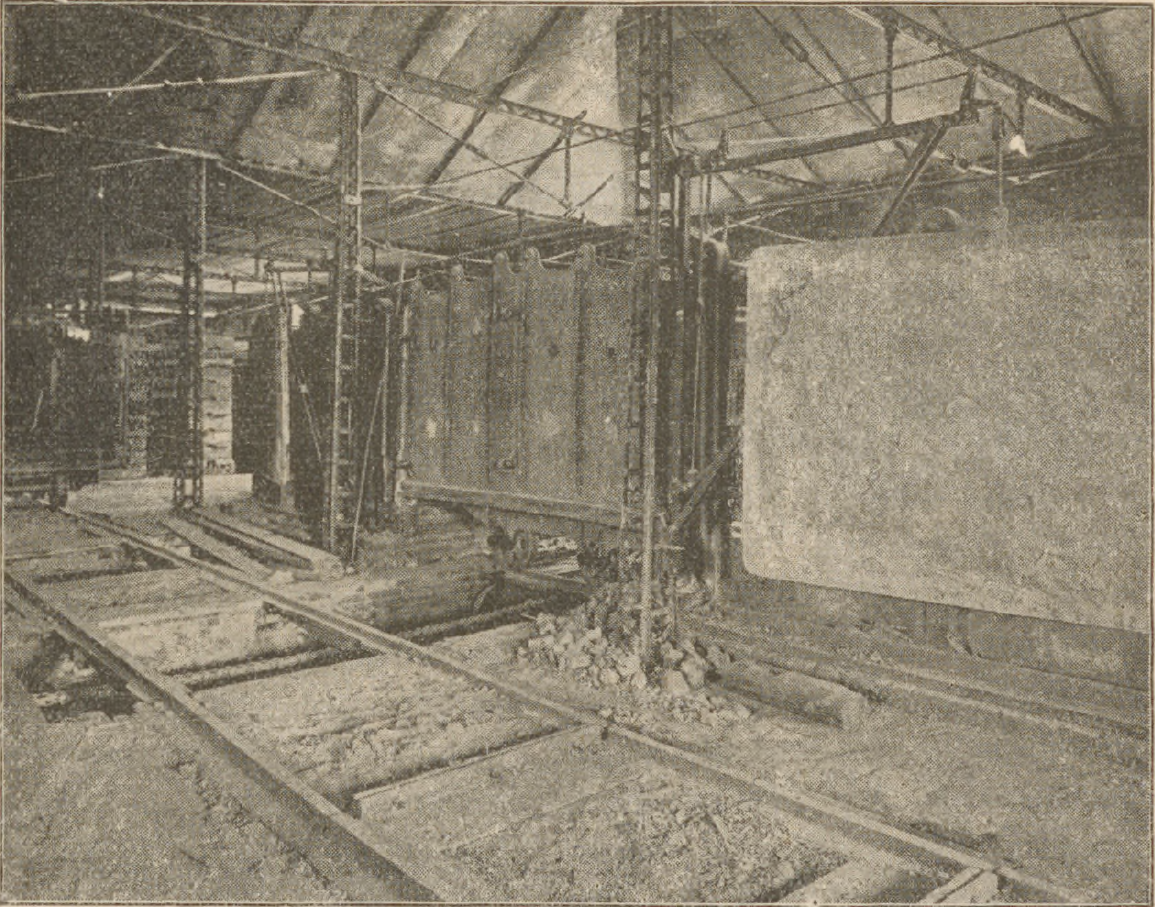
Цех по производству динасового кирпича, фото Д. П. Соломирского, 1890-е

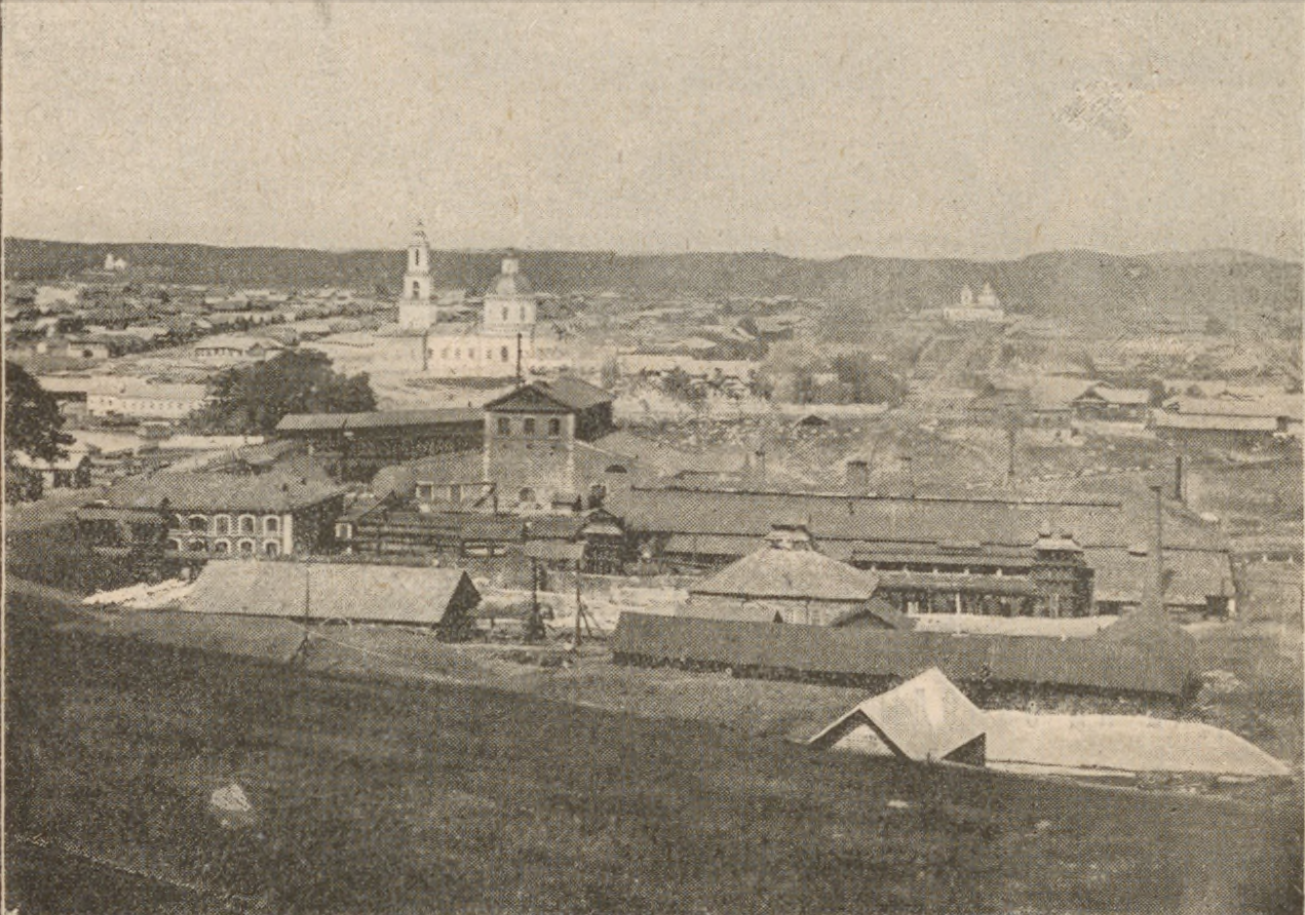
Вид на завод с горы Бессоновой, фото Д. П. Соломирского, 1890-е

В начале XIX века объёмы производства возросли по отношению к предыдущему периоду, в 1800 году завод выплавил 106,2 тыс. пудов чугуна и произвёл 76,7 тыс. пудов железа. К 1807 году объёмы производства существенно снизились до 66,7 тыс. пудов чугуна и 50,4 тыс. пудов железа.
По данным П. Е. Томилова, в 1808 году плотина заводского пруда имела длину 298,2 м, ширину в нижней части 45,4 м, в верхней — 30,9 м, высоту — 9,3 м. Для обеспечения резерва воды в зимний период из трёх близлежащих озёр были прокопаны каналы с шлюзами. В этом же году на заводе работала одна доменная печь, 2 медеплавильные печи, 14 горнов и 11 молотов для производства кричного железа. Чёрная медь для перечистки отправлялась на Полевской завод. В 1823 году завод выдал 116,5 тыс. пудов чугуна и 48,4 тыс. пудов сортового железа. В 1832 году завод выплавил 94,9 тыс. пудов чугуна. В этом же году в число заводовладельцев вошёл П. Д. Соломирский.
В начале 1840-х годов наметился рост объёмов производства, заводское оборудование обновлялось и модернизировалось. По данным 1841 года, доменная печь имела высоту 10 м, ширину в распаре 3,9 м. В этом же году за 182 рабочих дня печь выдала 119,2 тыс. пудов чугуна. Кричная фабрика на 8 кричных горнов и 8 столько же молотов за 166 рабочих дней выпустила 39,3 тыс. пудов железа. В 1843 году на заводе смонтировали пудлингово-сварочные печи, а в 1847 году запустили в эксплуатацию новый доменный цех с двумя печами. После запуска нового доменного цеха передельные мощности оказались недостаточными для переработки всего производимого чугуна, поэтому заводовледельцы приняли решение строить вспомогательный Верхнесысертский завод. Верхний завод был запущен в 1849 году, после этого Сысертский завод стал именоваться Нижнесысертским.
Сысертский завод стал административным центром одноимённого горного округа, объединявшего Полевской, Северский, Ильинский и Верхнесысертский заводы. Заводская дача округа имела площадь 239,4 тыс. десятин и была одной из богатейших на Урале по наличию месторождений полезных ископаемых.
1840-е—1850-е годы были связаны с заменой кричного передела на пудлингово-сварочный. В 1850 году было остановлено медеплавильное производство. По состоянию на 1859 год в составе завода работали 3 домны, 1 вагранка, 2 кричных горна, 10 пудлинговых и 6 сварочных печей. Энергетическое хозяйство завода состояло из 6 водяных колёс общей мощностью в 306 л. с. и 1 турбины в 56 л. с. В этом году завод выплавил 818,3 тыс. пудов чугуна и произвёл 222 тыс. пудов пудлингового железа; в 1860 году — 823,6 и 267,9 тыс. пудов; в 1861 году — 552,7 и 205,4 тыс. пудов соответственно. Заводской штат насчитывал 1436 человек в 1860 году и 1555 человек в 1861 году.
Непрекращавшиеся разногласия между совладельцами повлекли за собой значительное ухудшение финансовых показателей всего горного округа, что привело к передаче его в казённое управление в 1861 году. В 1862 году завод выплавил 446,7 тыс. пудов чугуна и произвёл 182,7 тыс. пудов пудлингового железа в сортах, а также 12,7 тыс. пудов кричной болванки. Численность рабочих сократилась до 840 человек. По данным 1863 года, на заводе продолжали работать 3 домны, также функционировали 1 отражательная, 10 пудлинговых и 6 сварочных печей, 1 вагранка, 13 горнов и 2 паровых молота. Железная руда поставлялась в доменный цех с 9 рудников. Энергетическое хозяйство в состояло из 7 водяных колёс общей мощностью в 200 л. с. и турбины Жонваля в 55 л. с. На основных заводских работах было занято 424 человека, на вспомогательных — 655 человек. В этом же году завод выплавил 278,4 тыс. пудов чугуна и произвёл 309,6 тыс. пудов пудлинговой и 14,3 тыс. пудов кричной болванки. Производство сортового железа составило 230,1 тыс. пудов. В этот период передельные мощности уже перекрывали чугуноплавильные, поэтому в 1863 году дополнительно 107,8 тыс. пудов штыкового чугуна поступило на переработку с Северского завода, а часть кричной болванки отправили для передела на Ильинский завод.
В 1864 году завод вернули в собственность товариществу П. Д. Соломирского и наследников А. Ф. Турчанинова. С помощью заёмных средств удалось расплатиться с долгами и начать обновление оборудования. Это позволило нарастить объёмы производства к концу 1860-х годов. В 1869 году завод выдал 561,4 тыс. пудов чугуна и 269,7 тыс. пудов железа, в 1873 году — 714,7 и 231,5 тыс. пудов соответственно. В 1870-х годах основным пайщиком в структуре собственности Сысертского завода стал сын П. Д. Соломирского Дмитрий Павлович.
В начале 1880-х годов на заводе работали 3 домны, 3 пудлиногово-сварочных печи, 1 печь Боэциуса и 4 печи системы Сименса, а также 2 прокатных машины с приводом от турбины Жонваля. Пудлинговые куски обрабатывались 2 паровыми молотами системы Конде усилием в 2,5 т. В этот период завод выпускал железо разных сортов. Энергетическое хозяйство включало в себя 3 водяных колеса (1 железное и 2 деревянных), турбину в 55 л. с. и 5 паровых котлов, из которых постоянно функционировали 3.
1880-е годы в истории завода были связаны с дефицитом воды и лесных ресурсов. Так, из-за засухи в 1883—1884 годах уровень воды в заводском пруду снизился, что привело к остановке железоделательного производства, в эти годы завод производил только чугун. Дефицит топлива вынудил заводчан провести опыты по применению хвои и торфа в качестве топлива для отопления горнов и сварочных генераторов. В начале 1890-х годов была реконструирована одна из домен, а также газопудлинговые печи, завод оснастили электрическими освещением от динамо-машины «Шуккерт», сетью конных узкоколеек, появились 3 локомобиля. В этот же период заводы Сысертского округа были соединены телефонной связью.
В 1885 году на основных работах были заняты 400 человек, на вспомогательных — 3076, в 1888—416 и 2096 соответственно. Энергетическое хозяйство в 1888 году включало в себя 5 водяных колёс общей мощностью в 175 л. с., 3 турбины общей мощностью в 130 л. с. и 1 паровую машину в 40 л. с. В 1890 году количество турбин возросло до 4, паровых машин — до 3. На заводе действовали 2 домны на холодном дутье, 6 пудлинговых и 3 сварочных печи, 2 вододействующих и 2 паровых молота и 7 прокатных станов. В 1897 году завод выдал 778,3 тыс. пудов чугуна и 354,7 тыс. пудов железа; в 1899 году — 703,8 и 350,8 тыс. пудов соответственно.
В XIX веке Сысертский завод стал одним из крупнейших на Урале. Заводское клеймо с изображением цапли ставилось на всех сортах готового железа и листовой меди, производившимися в округе, ассоциировалось с высоким качеством сысертского металла, неоднократно получавшего награды на промышленных выставках. Так, на Сибирско-Уральской промышленной выставке 1887 года Сысертский горный округ получил золотую медаль за доменное производство и разнообразный сортамент железа.

### XX век

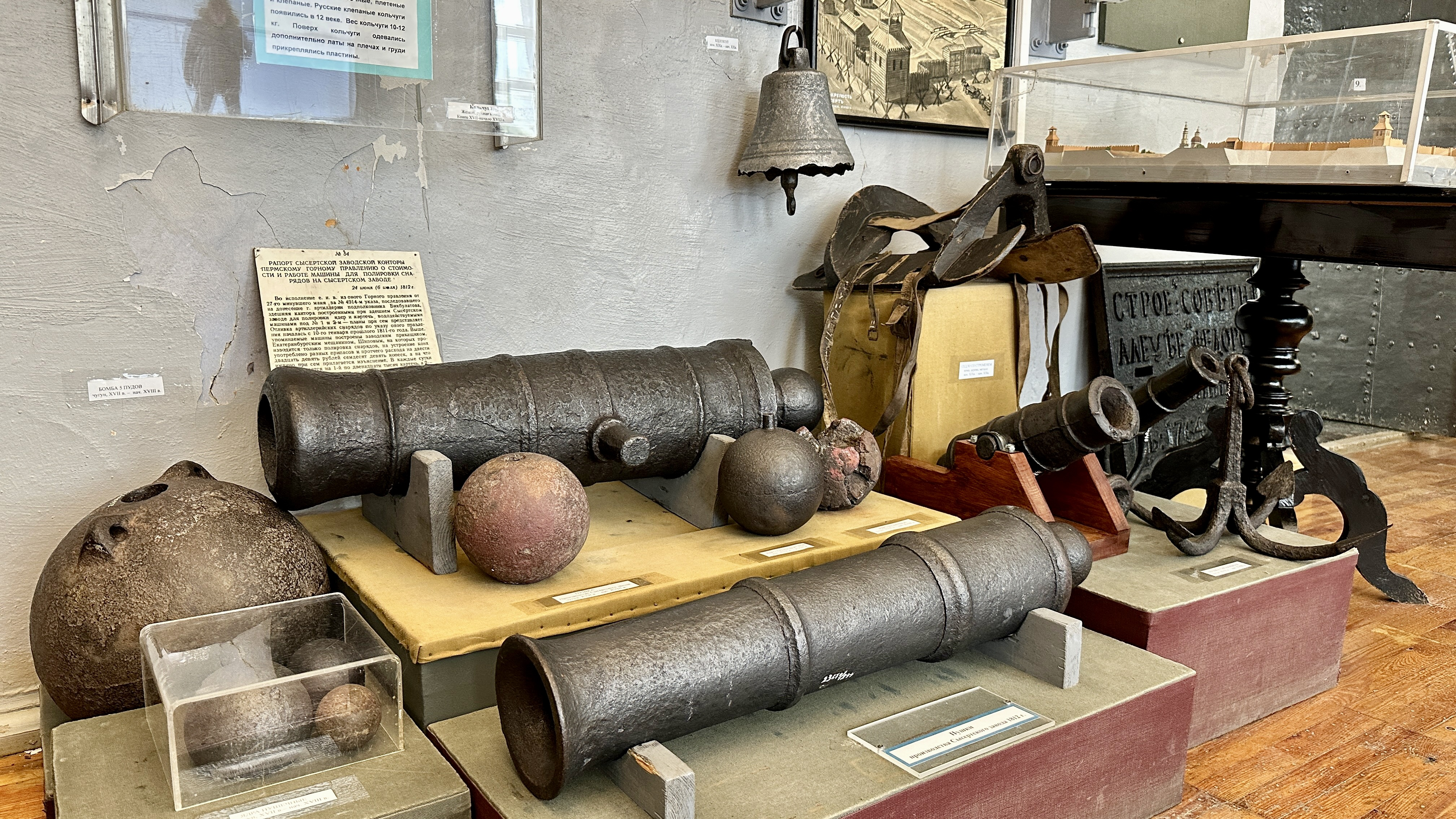
Пушки и снаряды, производившиеся на заводе, Сысертский краеведческий музей

В начале XX века на деятельности завода сказался экономический кризис и вызванный им упадок. Сысертский завод, использовавший устаревшее оборудование и технологии, оказался в числе наиболее пострадавших от кризиса уральских горных заводов. В 1900 году на заводе действовали 2 домны, одна из которых была переведена на горячее дутьё, 4 пудлинговых и 3 сварочных печи, 2 вододействующих и 2 паровых молота, 7 прокатных станов, 1 вагранка, 1 отражательная печь, а также 16 кузнечных горнов. В 1901 году завод выдал 546,2 тыс. пудов чугуна и 242,4 тыс. пудов железа, в 1902 году — 747 и 189,9, в 1903 году — 500,3 и 257,8 тыс. пудов соответственно. В 1903 году была запущена мартеновская печь садкой 15 тонн, которая выдала до конца года 51,8 тыс. пудов мартеновского полуфабриката. В 1904 году объём выплавки мартена возрос до 288,7 тыс. пудов.
В 1905—1907 годах на заводе происходили массовые забастовки рабочих, ставшие причиной снижения объёмов производства. Так, в 1905 году было произведено 268,5 тыс. пудов чугуна, 89,2 тыс. пудов мартеновского полуфабриката и 163,6 тыс. пудов железа. В 1907 году в кузнечном цехе смонтировали паровой молот Моррисона усилием в 2,5 т, предназначавшийся для производства крупных поковок.
По состоянию на 1910 год на заводе функционировали 1 калильная, 4 пудлинговые и 3 сварочные печи, 2 водяных и 2 паровых молота, 4 прокатных стана, 1 мартеновская и 1 отражательная печь, 2 вагранки и 17 горнов. Доменные печи находились на ремонте, выплавка чугуна возобновилась только в 1911 году. Энергетическое хозяйство в этот период состояло из 3 водяных колёс общей мощностью в 115 л. с., 5 турбин общей мощностью в 177 л. с., 3 паровых машин общей мощностью в 170 л. с., 5 локомобилей общей мощностью в 137 л. с. Штат рабочих включал в себя 383 человек, занятых основных работах, и 88 человек на вспомогательных. В 1910 году объём производства мартеновского полуфабриката составил 157 тыс. пудов, готового железа — 53,5 тыс. пудов готового. Пудлингово-сварочный цех выдал 142,4 тыс. пудов железа.
В 1912 году Д. П. Соломирский продал заводы округа иностранным предпринимателям, которые для управления предприятиями создали акционерное общество «Сысертский горный округ». В том же году акции общества были выкуплены английским акционерным обществом «Сысертская компания». В этот период на заводе выплавляли чугун, производили мартеновский металл, сократив до минимума производство сварочного железа. В 1912 году завод выплавил 566,6 тыс. пудов чугуна, произвёл 3,6 тыс. пудов товарного сварочного железа и 487,1 тыс. пудов мартеновского полупродукта, из которого было получено 287,1 тыс. пудов готового железа.
В годы Первой мировой войны завод работал на нужды обороны, выпуская продукцию для нужд фронта. 20 декабря 1917 года постановлением Совнаркома СССР Сысертский горный округ был национализирован. В годы Гражданской войны завод простаивал, возобновив работу лишь в начале 1921 года.

### Последние годы

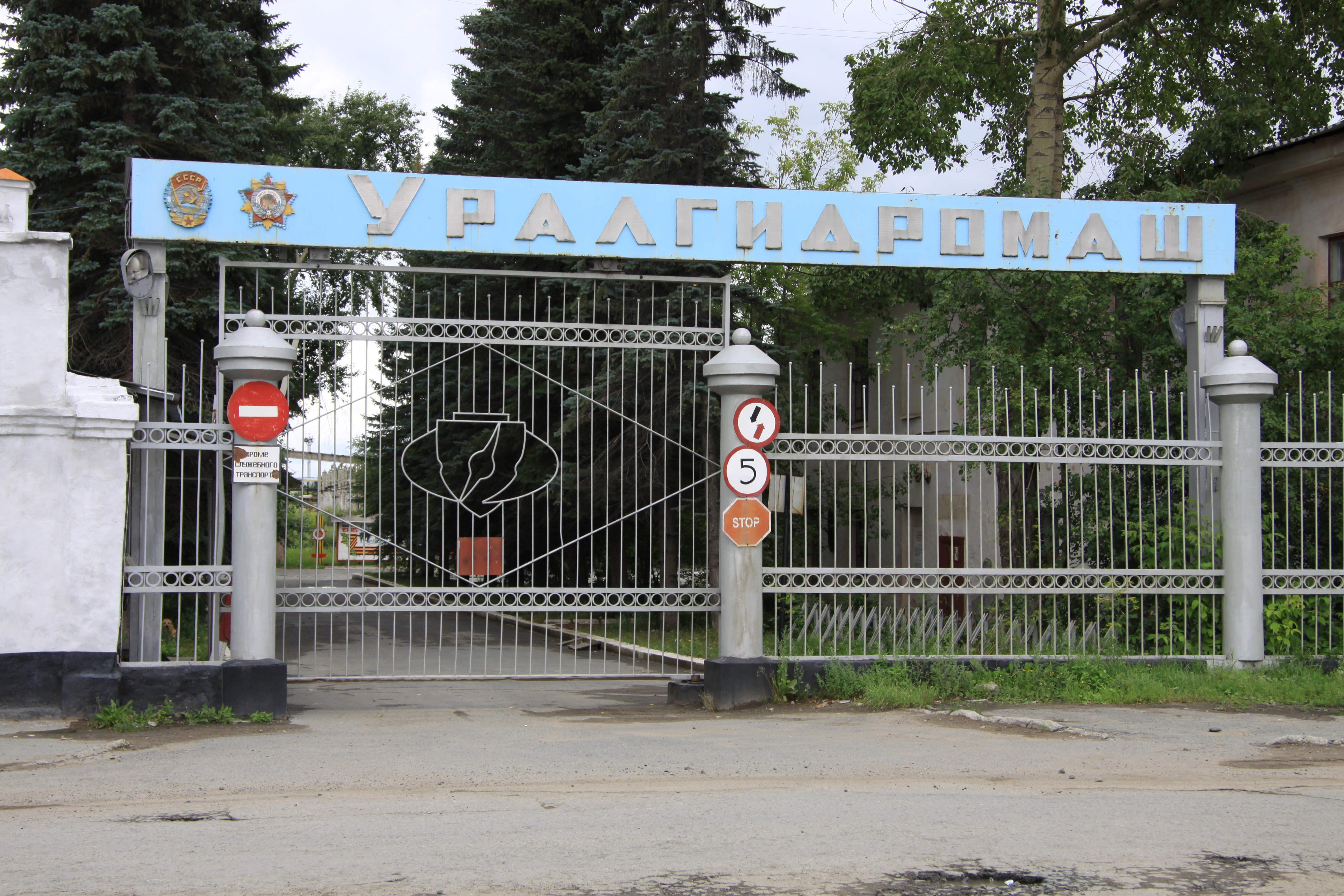
Проходная завода Уралгидромаш в Сысерти

В ноябре 1925 года Сысертский завод в числе нескольких других предприятий передали в концессию английской компании «Лена Голдфилдс лимитед». После заключения договора концессии с завода вывезли наиболее передовое оборудование, что привело к общему упадку производства. В результате начались острые конфликты между администрацией предприятия и профсоюзными комитетами. В 1930 году концессия была ликвидирована, а производство металла практически остановилось.
В 1931 году механический цех завода передали тресту «Ураллес», а в конце того же года — тресту «Трактородеталь», после чего он специализировался на выпуске тракторных деталей. В 1930-х годах цех выпускал оборудование для полиграфической промышленности и кожемерные машины. В 1942 году на базе Сысертского завода был образован Уральский завод гидромашин.
Сохранившиеся постройки доменного цеха с эстакадой, а также заводская плотина с подпорной стенкой являются памятниками культурного наследия России регионального значения.

## «Лето на заводе»
Посёлок Сысертского завода дал начало современному городу Сысерть.
С 2020 года в летние месяцы на территории бывшего Сысертского завода проводится фестиваль «Лето на заводе». Организаторы проводят культурно-массовые мероприятия, включая мастер-классы, лекции и экскурсии.

Территория бывшего завода в 2023 году
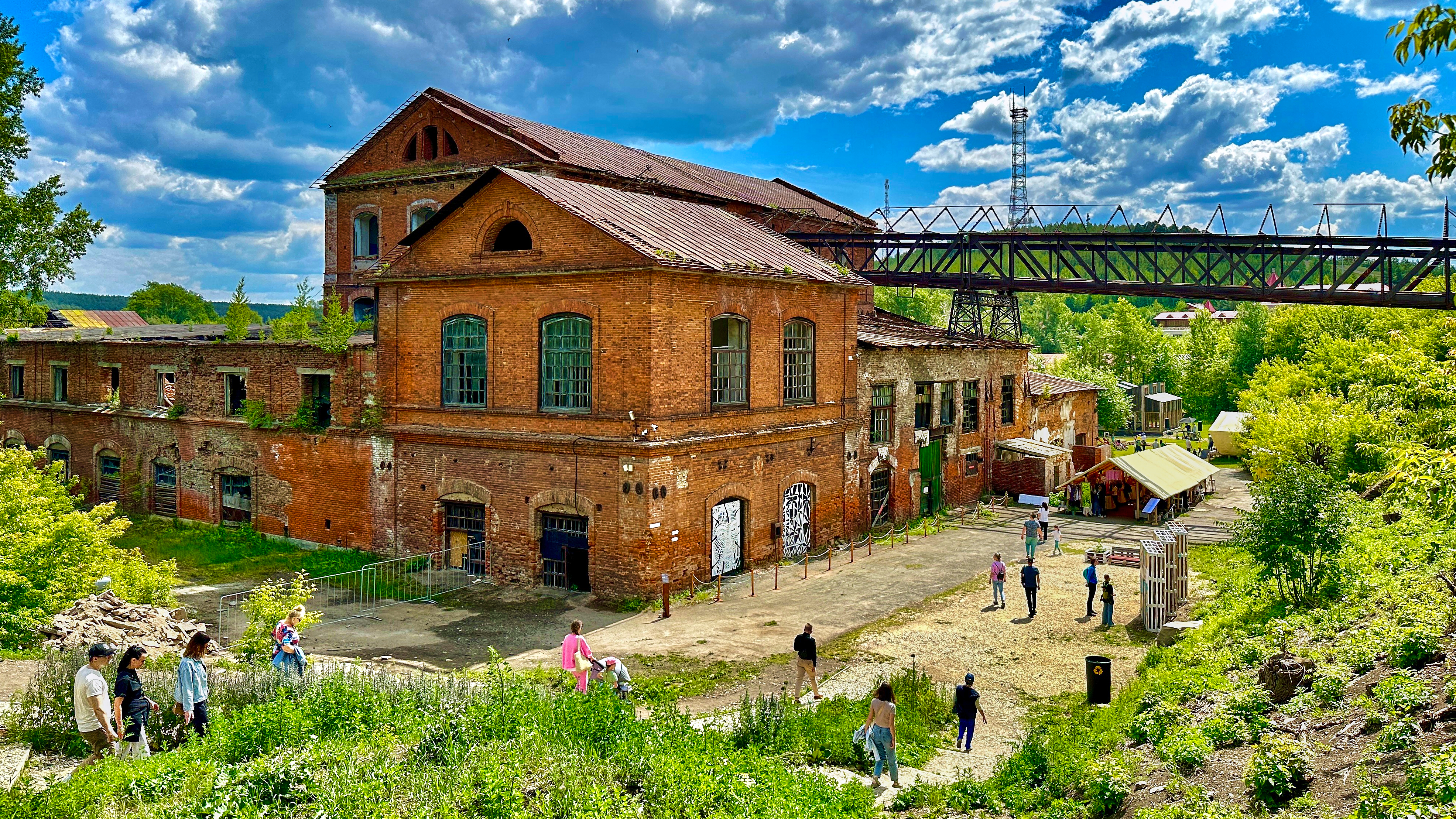
Пространство для отдыха «Лето на заводе»
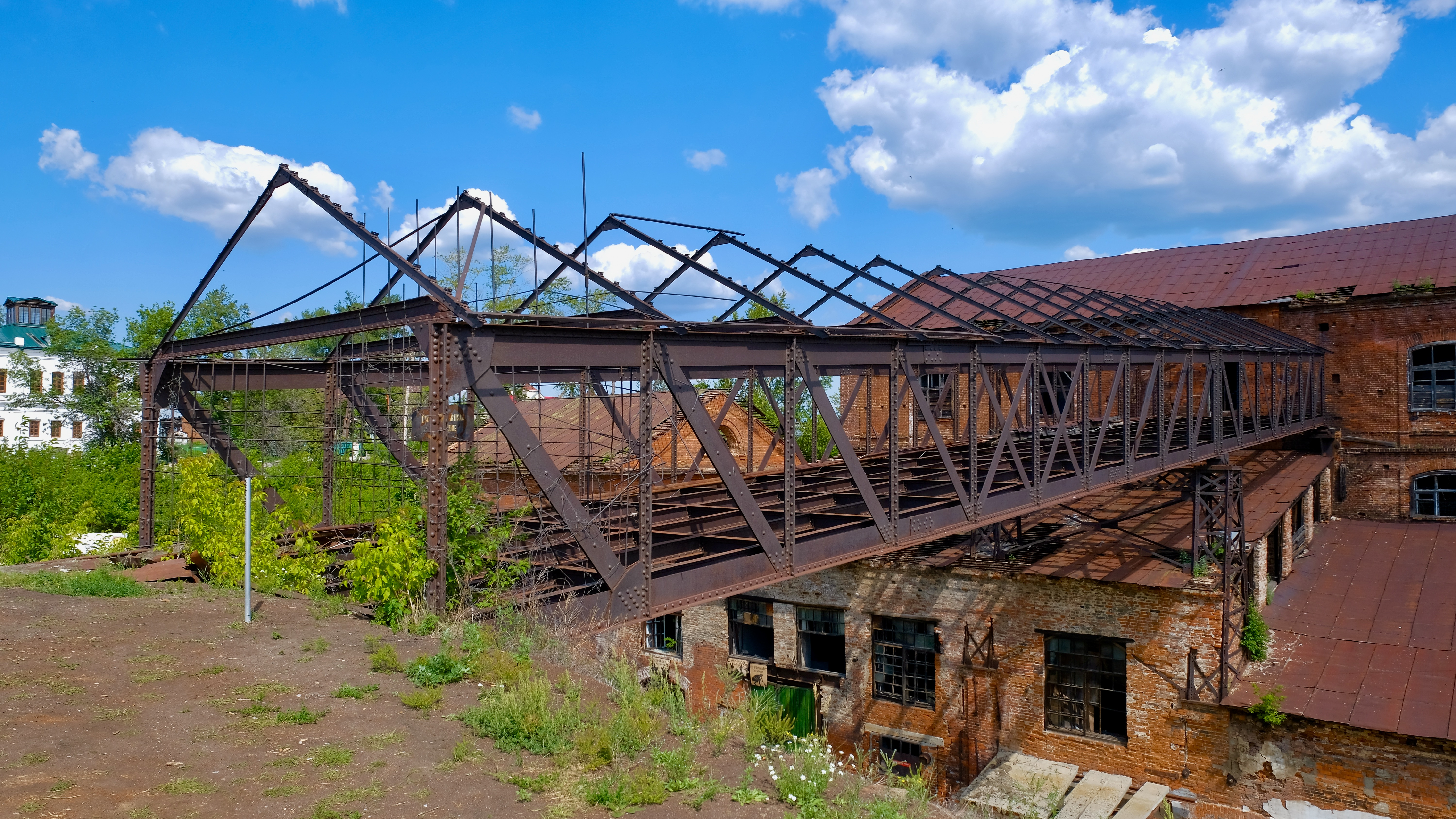
Эстакада доменного цеха
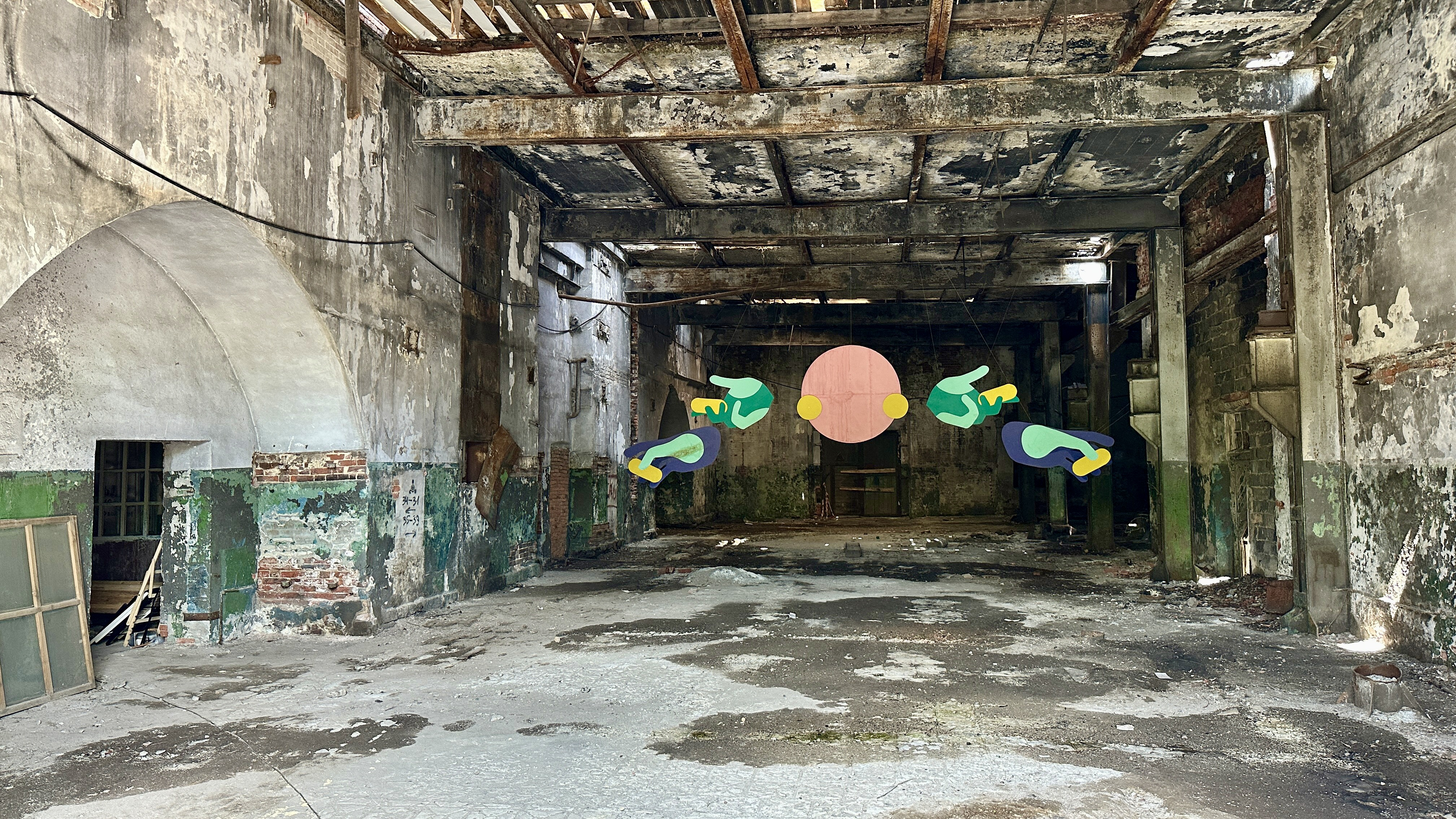
Интерьер построек доменного цеха
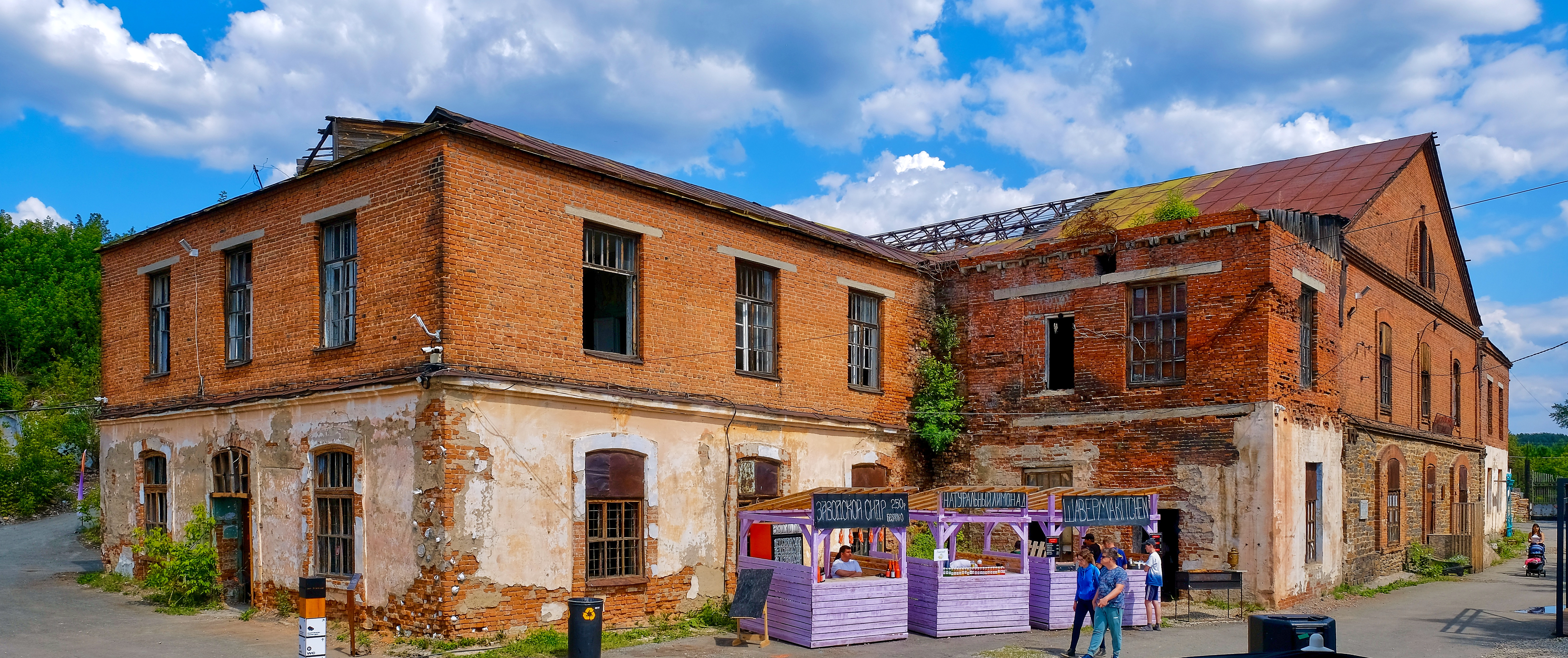
Сохранившиеся постройки мартеновского цеха
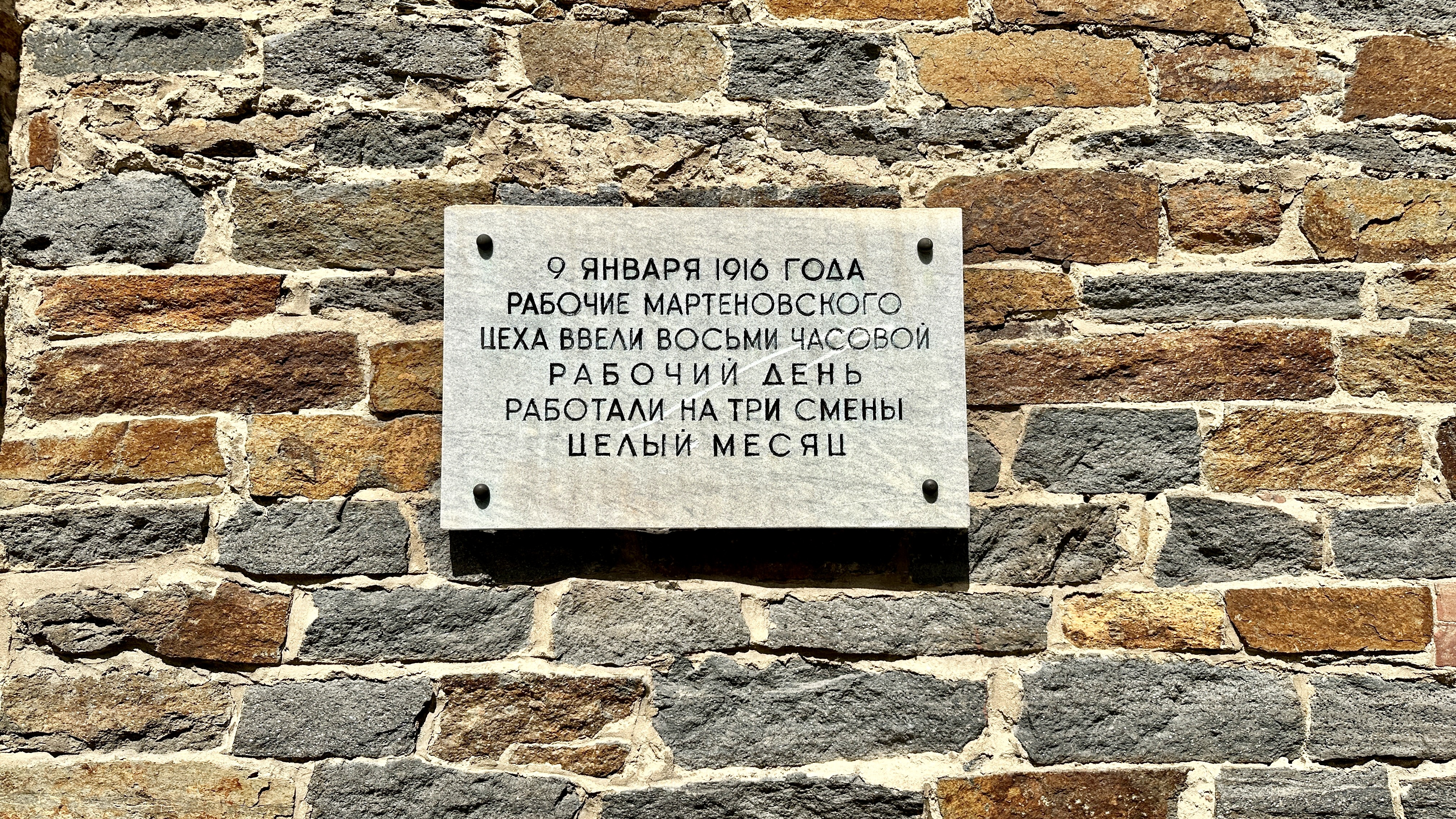
Памятная табличка на здании мартеновского цеха